# Peterborough
Peterborough (/ˈpiːtərbərə, -bʌrə/ ()) je mesto s stolnico v okrožju mesta Peterborough v Cambridgeshiru v Angliji. Mesto in njegova okolica, Soke of Peterborough, je imelo med letoma 1889 in 1965 neodvisen okrajni svet. Med letoma 1965 in 1974 je bilo del kratkotrajnega Huntingdona in Peterborougha. Pred letom 1889 je bilo svoboščina Northamptonshira.
Mesto je 122 km severno od Londona, na reki Nene, ki se izliva v Severno morje 48 km proti severovzhodu. Lokalna topografija je ravna in ponekod kopno leži pod morsko gladino, na primer v delih Fensa vzhodno in južno od Peterborougha. Človeška poselitev na tem območju se je začela pred bronasto dobo, kot je razvidno iz arheološkega najdišča Flag Fen vzhodno od sedanjega središča mesta, tudi z dokazi o rimski okupaciji. V anglosaškem obdobju je bil ustanovljen samostan Medeshamstede, ki je kasneje postal Peterboroughška stolnica.
Leta 2020 je bilo v pozidanem območju ocenjeno število prebivalcev 179.349. Leta 2021 je območje enotne oblasti imelo 215.671 prebivalcev. Prebivalstvo je hitro raslo po železnici skupaj z industrijo, mesto je postalo znano po proizvodnji opeke, ki je prišla v 19. stoletju. Po drugi svetovni vojni se je zaposlenost v industriji zmanjšala, rast pa je bila omejena vse do imenovanja Novega mesta v šestdesetih letih prejšnjega stoletja. Glavna gospodarska sektorja mesta sta finančne storitve in distribucija.

## Zgodovina

### Toponimija
Prvotno ime mesta je bilo Medeshamstede. Ime mesta se je spremenilo v Burgh od poznega 10. stoletja, verjetno po tem, ko je opat Kenulf okoli opatije zgradil obrambni zid, ki je bil posvečen svetemu Petru; sčasoma se je to razvilo v obliko Peterborough. V 12. stoletju je bilo mesto znano tudi kot Gildenburgh, ki ga najdemo v Peterboroughski različici Anglosaške kronike in zgodovini opatije meniha Hugha Candidusa. Videti je, da mesto ni bilo okrožje vsaj do 12. stoletja.

### Zgodnja zgodovina
Peterborough in njegova okolica so bili naseljeni že tisočletja, ker tam reka Nene ustvarja trajno izsušeno zemljo v Fens. Na arheološkem najdišču Flag Fen vzhodno od središča mesta je mogoče videti ostanke železnodobne naselbine in domnevno versko dejavnost. Rimljani so ustanovili utrjeno garnizijsko mesto v Durobrivae na Hermelinovi ulici, 8,0 km zahodno v Water Newtonu, okoli sredine 1. stoletja našega štetja. Med ohranjenimi zapisi se Durobrivae najzgodneje pojavlja v Antoninovem itinerarju iz poznega 2. stoletja. V Longthorpu je bila tudi velika rimska utrdba iz 1. stoletja, zasnovana za namestitev polovice legije ali približno 3000 vojakov; morda je bila ustanovljena že okoli let 44–48 n. št.. Peterborough je bil v rimskem obdobju pomembno območje keramične proizvodnje, ki je zagotavljalo posodo iz doline Nene, s katero so trgovali vse do Cornwalla in Antoninovega zidu v Kaledoniji.
Prvotno ime Peterborough kaže, da je bil Medeshamstede morda naselbina Anglov pred letom 655 našega štetja, ko je Sexwulf ustanovil samostan na zemljišču, ki mu ga je v ta namen podelil Peada iz Mercije, ki se je spreobrnil v krščanstvo in bil kratek čas vladar podskupine Srednjih Anglov. Njegov brat Wulfhere je umoril lastne sinove, se na podoben način spreobrnil in nato dokončal samostan s pokoro.[8]
V nadaljevanju je Wake divjal po mestu leta 1069 ali 1070. Ogorčen opat Turold je postavil utrdbo ali grad, ki se je po njegovem imenu imenoval Mont Turold: ta gomila ali hrib je na zunanji strani dekanijskega vrta, ki se zdaj imenuje Tout Hill, čeprav leta 1848 Tot-hill ali Toot Hill. Cerkev opatije je bila prezidana in močno povečana v 12. stoletju. Peterborough Chronicle, različica anglosaške, vsebuje edinstvene informacije o zgodovini Anglije po normanski osvojitvi, ki so jih tukaj pisali menihi v 12. stoletju. To je edina znana prozna zgodovina v angleščini med konkvisto in poznejšim 14. stoletjem. Meščani so svojo prvo listino prejeli od opata Roberta – verjetno Roberta iz Suttona (1262–1273). Kraj je materialno trpel v vojni med kraljem Ivanom in konfederacijskimi baroni, od katerih so se mnogi zatekli v tukajšnji samostan in v opatijo Crowland, iz katerih so jih kraljevi vojaki izgnali, plenili verske hiše in odnesli velike zaklade. Cerkev opatije je leta 1541 postala ena od obdržanih, bolj posvetnih stolnic Henrika VIII., ob razpustitvi je bila ocenjena kot prihodek v višini £1,972.7s.0¾d per annum.
Ko je izbruhnila državljanska vojna, je bil Peterborough razdeljen med podpornike kralja Karla I. in parlamenta. Mesto je ležalo na meji vzhodnega združenja okrožij, ki se je postavilo na stran parlamenta, vojna pa je dosegla Peterborough leta 1643, ko so v mesto prispeli vojaki, ki so napadli kraljevi trdnjavi v Stamfordu in Crowlandu. Rojalistične sile so bile poražene v nekaj tednih in so se umaknile v Burghley House, kjer so jih ujeli in poslali v Cambridge. Medtem ko so bili parlamentarni vojaki v Peterboroughu, pa so izropali stolnico in uničili kapelo Gospe, kapiteljsko hišo, križni hodnik, veliki oltar in kor, pa tudi srednjeveško okrasje in plošče.
Stanovanjske in sanitarne izboljšave so bile izvedene v skladu z določbami zakona parlamenta, sprejetega leta 1790; in leta 1839 je bil sprejet zakon o izgradnji zapora, ki bi nadomestil dva, ki sta prej stala. Po razpustu sta dekan in kapitelj nasledila opata kot gospodarja graščine. Mestno okrožje je bilo ustanovljeno leta 1874 pod vlado župana. Med privilegiji, ki jih je opat zahteval že v 13. stoletju, je bil zapor za prestopnike v Soke of Peterborough, svoboščini v Northamptonshireu. To ji je omogočilo upravno in sodno neodvisnost od preostalega okrožja, pri čemer je imela od leta 1349 četrtletna zasedanja ločena od preostalega Northamptonshira. Leta 1576 je škof Edmund Scambler prodal gospostvo stotnije Nassaburgh, ki je bilo enako obsegu kot Soke, kraljici Elizabeti I., ta pa ga je dala lordu Burghleyju in od takrat do 19. stoletja on in njegovi potomci, grofje in markize iz Exetra je imel ločen zapor za zapornike, aretirane v Sokeju. Opat je prej organiziral štiri sejme, od tega dva, sejem sv. Petra, odobren leta 1189 in kasneje drugi torek in sredo v juliju, ter briški sejem, odobren leta 1439 in pozneje prvi torek, sredo in četrtek oktobra, jih je korporacija kupila od cerkvenih komisarjev leta 1876. Bridge Fair, kot je zdaj znan, ki ga je opatiji podelil kralj Henrik VI. Angleški, preživi. Molitev za odprtje sejma je bila nekoč izrečena pri jutranjem bogoslužju v stolnici, sledila je državljanska razglasitev in kosilo s klobasami v mestni hiši, ki še vedno poteka. Župan tradicionalno vodi sprevod od mestne hiše do sejma, kjer se prebere razglas, v katerem poziva vse ljudi, naj se »vedejo trezno in civilizirano ter plačajo svoje pravične dolžnosti in zahteve po zakonih kraljestva in pravicah mesta Peterborougha«.

### Sodobna zgodovina
Železniške proge so začele delovati lokalno v 1840-ih, vendar je bilo leta 1850 odprtje proge Velike severne železnice od Londona do Yorka tisto, kar je spremenilo Peterborough iz tržnega mesta v industrijsko središče. Lord Exeter je nasprotoval železnici skozi Stamford, zato se je Peterborough, ki je med dvema glavnima terminaloma v Londonu in Doncastru, vse bolj razvijal kot regionalno vozlišče.
Skupaj z obsežnimi lokalnimi nahajališči gline je železnica omogočila obsežno izdelavo in distribucijo opeke. Območje je bilo večji del 20. stoletja vodilni proizvajalec opeke v Združenem kraljestvu. Izdelava opeke je bila majhna sezonska obrt od zgodnjega 19. stoletja, vendar so v 1890-ih uspešni poskusi v Flettonu z uporabo trše gline z nižje ravni povzročili veliko bolj učinkovit postopek. Tržna prevlada v tem obdobju družbe London Brick Company, ki jo je ustanovil plodoviti škotski gradbenik in arhitekt John Cathles Hill, je povzročila nekatere najbolj znane znamenitosti v državi, vse zgrajene z uporabo vseprisotne Flettonske opeke. Podjetje Perkins Engines je leta 1932 v Peterboroughu ustanovil Frank Perkins, ustvarjalec dizelskega motorja Perkins. Trideset let pozneje je zaposloval več kot desetino prebivalstva Peterborougha, predvsem v Eastfieldu. Baker Perkins se je leta 1903 preselil iz Londona v Westwood, kjer je zdaj zapor HM Prison Peterborough, leta 1906 pa Peter Brotherhood v Walton; oba proizvajalca industrijskih strojev sta postala tudi glavna delodajalca v mestu. British Sugar je preselil svoj sedež v Hampton iz Woodstona, tovarna sladkorne pese, ki je bila tam odprta leta 1926, je bila zaprta leta 1991.
Norwich and Peterborough (N&P) je nastala z združitvijo Norwich Building Society in Peterborough Building Society leta 1986. To je bila deveta največja gradbena družba v času združitve v Yorkshire Group leta 2011. N&P je še naprej deloval pod lastno blagovno znamko, ki jo je upravljal Lynch Wood do leta 2018. Pred združitvijo z Midlands Co-op leta 2013 je imela Anglia Regional, peta največja zadruga v Združenem kraljestvu, prav tako sedež v Peterboroughu, kjer je bila ustanovljena leta 1876. Združena družba je leta 2014 začela trgovati kot Central England Co-operative.
Podjetje Peterborough Development Corporation, ki je bilo leta 1967 imenovano za novo mesto, je bilo ustanovljeno v sodelovanju z mestnimi in okrožnimi sveti za nastanitev presežnega prebivalstva Londona v novih okrožjih okoli obstoječega mestnega območja. Obstajala naj bi štiri okrožja, po eno v Brettonu (prvotno se je imenoval Milton, zaselek v srednjem veku), Ortonu, Pastonu/Werringtonu in Castorju. Zadnji od teh ni bil nikoli zgrajen, četrti, imenovan Hampton, pa zdaj nastaja južno od mesta. Gradbeno dovoljenje je bilo prejeto pozno poleti 1976 in nizozemska kraljica Beatrix je leta 1982 odprla Queensgate, ki vsebuje več kot 90 trgovin in parkirišče za 2300 avtomobilov. Načrtovanih je bilo 55 km mestnih cest.
Prebivalstvo Peterborougha se je med letoma 1971 in 1991 povečalo za 45,4 %. V mesto so pritegnila nova podjetja storitvenega sektorja, kot sta Thomas Cook in Pearl Assurance, s čimer se je končala prevlada proizvodne industrije kot delodajalcev. Urad podpredsednika vlade je leta 2005 ustanovil podjetje za obnovo mest, imenovano Opportunity Peterborough, pod vodstvom lorda Mawhinneyja, da bi nadziralo prihodnji razvoj Peterborougha. Med letoma 2006 in 2012 je bila načrtovana 1 milijarda funtov vredna prenova mestnega središča in okolice. Glavni načrt je dal smernice za fizično oblikovanje mestnega jedra v naslednjih 15–20 letih. Še vedno potekajo predlogi za severno od Westgatea, južni breg in postajno četrt, kjer Network Rail pripravlja velik mešani razvoj. Medtem ko priznava, da je bila rekonfiguracija odnosa med mestom in postajo ključnega pomena, je English Heritage ugotovila, da so sedanji načrti za Westgate neprepričljivi in je menila, da bi bilo treba več razmišljati o vitalnosti zgodovinskega jedra.
Ob širitvi mesta je občina julija 2005 sprejela nov statutarni razvojni načrt. Njegov cilj je do leta 2020 zagotoviti dodatnih 22.000 domov, 18.000 delovnih mest in več kot 40.000 ljudi, ki živijo v Peterboroughu. Na novo razvijajoče se okrožje Hampton bo dokončano, v Stangroundu bo zgrajenih 1500 stanovanj in v Pastonu nadaljnjih 1200 stanovanj.
V zadnjih letih je Peterborough doživel pomembne spremembe s številnimi dogodki, ki so v teku, predvsem Fletton Quays, projekt za izgradnjo 350 stanovanj, različnih pisarniških prostorov in novega doma za mestni svet Peterborough z drugimi projekti v okviru razvoja, ki vključuje Hilton Garden Gostinski hotel s sky barom, novim potnim uradom in različnimi možnostmi za prosti čas, restavracijami in trgovinami. Drugi projekti v mestu vključujejo razširitev nakupovalnega središča Queensgate, The Great Northern Hotel in novejše načrte za razširitev železniške postaje Peterborough in parkirišča za dolgoročno bivanje, da bi omogočili več pisarniških prostorov v središču mesta in dodatno parkiranje.
Leta 2020 je bilo izdano gradbeno dovoljenje za novo univerzo, ARU Peterborough, ki je septembra 2022 odprla svoja vrata na Bishops Road, pet minut hoje od središča mesta. To je univerza, osredotočena na zaposlovanje, ki jo vodi Univerza Anglia Ruskin s štirimi kolidži: poslovno, inovativno in podjetniško; ustvarjalne in digitalne umetnosti in znanosti; kmetijstvo, okolje in trajnost; zdravje in izobraževanje. Nova univerza je svojo prvo kohorto študentov sprejela leta 2022 in pričakuje, da jih bo do leta 2028 zaposlila do 12.500. Pričakuje se, da ARU Peterborough ne bo prejela pooblastil za podeljevanje diplom pred letom 2030, ko bo opravljen pregled, da se določi njena prihodnost kot del univerze Anglia Ruskin ali naj postane lastna entiteta.

## Znamenitosti
Stolnica sv. Petra, sv. Pavla in sv. Andreja, katere kipi gledajo navzdol s treh visokih zatrepov zahodne fronte, je bila ustanovljena kot samostan leta 655 našega štetja in ponovno zgrajena v sedanji obliki med letoma 1118 in 1238. Ima je bil sedež škofa Peterborougha od ustanovitve škofije leta 1541, ko je bil zadnji opat imenovan za prvega škofa in je bila opatova hiša spremenjena v škofovsko palačo. Peterboroughška stolnica je ena najbolj nedotaknjenih velikih normanskih stavb v Angliji in je znana po impozantni zgodnji angleški gotski zahodni fasadi, ki je s svojimi tremi ogromnimi loki brez arhitekturnega primera in brez neposrednega naslednika. Stolnica se odlikuje po tem, da sta pod tlakom pokopani dve kraljici: Katarina Aragonska in Marija, škotska kraljica. Ostanke kraljice Marije je njen sin Jakob VI.., ko je postal angleški kralj, prenesel v Westminstrsko opatijo.
Splošno ureditev Peterborougha pripisujejo Martinu de Vectiju, ki je kot opat od 1133 do 1155 obnovil naselbino na suhem apnencu zahodno od samostana, namesto na pogosto poplavljenem močvirju na vzhodu. Opat Martin je bil odgovoren za ureditev tržnice in pomola ob reki. Peterboroughška cehovska hiša iz 17. stoletja je leta 1671 zgradil John Lovin, ki je obnovil tudi škofovsko palačo kmalu po obnovitvi kralja Karla II. Stoji na stebrih in predstavlja odprto pritličje za tržnico z maslom in perutnino, ki sta bila tam nekoč. Tržnica se je preimenovala v Cathedral Square in sosednji Gatesov spominski vodnjak se je preselil v Bishop's Road Gardens leta 1963, ko je bila (takrat tedenska) tržnica prenesena na mesto stare živinske tržnice.
Peterscourt na mestni cesti je zasnoval sir George Gilbert Scott leta 1864, kjer je do leta 1938 bila pedagoška šola St. Petra za moške. Stavba je v glavnem navedena kot vrata iz 18. stoletja, ki so jih prinesli iz londonskega Guildhall po vojni škodi. Bližnji Tout Hill, mesto grajskega okraja, je načrtovan spomenik. Mesto ima velik viktorijanski park z urejenimi vrtovi, otroškimi igrišči, ptičnico, kegljiščem, teniškimi igrišči, igriščem za igrišča in igriščem za igro ter čajnicami. Civic Trust je parku podelil nagrado Green Flag Award, nacionalni standard za parke in zelene površine.[156] Cesarska komisija za vojne grobove je v zgodnjih dvajsetih letih prejšnjega stoletja na pokopališču Broadway postavila križ žrtvovanja. Lido, osupljiva stavba z elementi art deco dizajna, je bila odprta leta 1936 in je ena redkih preživelih te vrste, ki je še vedno v uporabi.
V muzeju in umetniški galeriji Peterborough, zgrajeni leta 1816, je bila od leta 1857 do 1928 prva ambulanta v mestu. Muzej ima zbirko približno 227.000 predmetov, vključno z lokalno arheologijo in družbeno zgodovino, od izdelkov rimske lončarske industrije do najstarejšega znanega umora v Veliki Britaniji; zbirka morskih fosilnih ostankov iz jurskega obdobja mednarodnega pomena; rokopisi Johna Clara, »northamptonshirskega kmečkega pesnika«, kot je bil splošno znan v svojem času; in zbirka Normanskih križev, predmetov, ki so jih izdelali francoski vojni ujetniki. Te ujetnike so zadrževali v Norman Crossu na obrobju Peterborougha od leta 1797 do 1814, v domnevno prvem namensko zgrajenem taborišču za vojne ujetnike na svetu. Umetniška zbirka vsebuje impresivno raznolikost slik, grafik in risb iz obdobja od 17. stoletja do danes. Muzej Peterborough ima tudi redne občasne razstave, dogodke ob koncu tedna in vodene oglede.
Hišo Burghley severno od Peterborougha, blizu Stamforda, je zgradil in večinoma zasnoval sir William Cecil, kasneje 1. baron Burghley, ki je bil glavni zakladnik kraljice Elizabete I. večino njene vladavine.  Podeželska hiša s parkom, ki ga je v 18. stoletju uredil Lancelot 'Capability' Brown, je eden glavnih primerov angleške arhitekture 16. stoletja. Posestvo, kjer še vedno živijo njegovi potomci, gosti vsakoletni tridnevni dogodek Burghley Horse Trials. Iz istega obdobja je tudi druga stavba, ki je na seznamu zaščite I. stopnje, Milton Hall blizu Castorja, dom prednikov Baronov in kasneje Earls Fitzwilliam. Dve stoletji po obnovitvi je bilo mesto žepno okrožje te družine.
John Clare Cottage v vasi Helpston je leta 2005 kupil John Clare Trust. Koča, dom Johna Clara od njegovega rojstva leta 1793 do 1832, je bila obnovljena s tradicionalnimi metodami gradnje, da bi ustvarili vir, kjer lahko obiskovalci izvedo pesnik, njegova dela in življenje podeželja v začetku 19. stoletja.[163] John Clare Cottage in Thorney Heritage Museum sta del Greater Fens Museum Partnership, skupaj z muzejem Peterborough in Flag Fen.
Longthorpe Tower, trinadstropni stolp iz 14. stoletja in utrjena graščina, za katero skrbi English Heritage, je približno 3,2 km zahodno od središča mesta. Je uvrščen spomenik in vsebuje najboljši in najpopolnejši nabor domačih slik njihovega obdobja v severni Evropi. Bližnja stavba Thorpe Hall je eden redkih dvorcev, zgrajenih v obdobju Commonwealtha. Porodnišnica od leta 1943 do 1970, leta 1986 jo je kupila fundacija Sue Ryder in se trenutno uporablja kot hospic.
Flag Fen, arheološko najdišče iz bronaste dobe, je bilo odkrito leta 1982, ko je ekipa pod vodstvom dr. Francisa Pryorja opravila raziskavo nasipov na tem območju. Verjetno religiozen, obsega veliko število drogov, razporejenih v petih dolgih vrstah, ki povezujejo Whittlesey s Peterboroughom po mokrem močvirju. V muzeju so razstavljeni številni najdeni artefakti, vključno s tem, kar naj bi bilo najstarejše kolo v Veliki Britaniji. Izpostavljeni del rimske ceste, znan kot Fen Causeway, prav tako prečka najdišče.
Železnica Nene Valley, ki je zdaj 12,1 km dolga železnica dediščine, je bila ena zadnjih potniških linij, ki so leta 1966 spadale pod Beeching Axe, čeprav je ostala odprta za tovorni promet do leta 1972. Leta 1974 je nekdanja razvojna korporacija je kupila progo, ki poteka od središča mesta do križišča Yarwell zahodno od Wansforda prek Orton Mere in 500 hektarjev velikega podeželskega parka Ferry Meadows, in jo dala v najem Peterborough Railway Society. Railworld je železniški muzej, ki je poleg železniške postaje Peterborough Nene Valley.
Park Nene, ki so ga odprli leta 1978, pokriva območje, dolgo 5,6 km, od rahlo zahodno od Castorja do središča Peterborougha. Park ima tri jezera, od katerih je v enem center vodnih športov. Ferry Meadows, ena glavnih destinacij in znamenitosti, označenih na Zelenem kolesu, zavzema velik del parka Nene. Orton Mere omogoča dostop do vzhodnega dela parka.
Southey Wood, nekoč vključen v kraljevi gozd Rockingham, je mešani gozd, ki ga vzdržuje Komisija za gozdove med vasema Upton in Ufford. Bližnji nacionalni naravni rezervati Castor Hanglands, Barnack Hills and Holes in Bedford Purlieus so območja posebnega znanstvenega pomena. Leta 2002 je bil Hills and Holes, eden izmed 35 pomembnih rezervatov Natural England, določen za posebno ohranitveno območje kot del omrežja območij Natura 2000 po vsej Evropski uniji.